# Arussiana herbuloti
Arussiana herbuloti är en fjärilsart som beskrevs av Pierre Claude Rougeot 1977. Arussiana herbuloti ingår i släktet Arussiana och familjen Uraniidae. Inga underarter finns listade i Catalogue of Life.